# Gerardo Vera Perales
Gerardo Vera Perales (Miraflores de la Sierra, 10 de març de 1947 – 20 de setembre de 2020) fou un escenògraf, dissenyador de vestuari, actor i director de cinema i de teatre espanyol.

## Trajectòria
Llicenciat en Filologia Anglesa i Literatura per la Universitat Complutense de Madrid, i en Teatre per la Universitat d'Exeter, es va iniciar com a actor en Tábano. Va ser director del Centre Dramàtic Nacional entre 2004 i 2011.
Al cinema va dirigir les pel·lícules L'altra història de Rosendo Juárez (1990), Una dona sota la pluja (1992), La Celestina (1996), Segona pell (2000) i Desig (2003).
El seu muntatge de l'obra de teatre Divines paraules, produït pel Centre Dramàtic Nacional en 2006, va inaugurar el teatre Valle-Inclán de Madrid. Aquest espectacle va participar en 2007 en el Festival del Lincoln Center de Nova York, sent la primera vegada que es representava en el mateix una obra elaborada a Espanya i en espanyol.
Després del seu pas pel Centre Dramàtic Nacional es dedicà enterament al teatre, i va dirigir espectacles per a diversos teatres madrilenys com a Agost (Comtat de Osage) (2011), amb Empara Baró, La lloba, amb Núria Espert, Maribel i l'estranya família, de Miguel Mihura, en l'Infanta Isabel (2013), El crèdit, de Jordi Galceran, en el Teatre Meravelles (2013), l'El coix de Inishmaan, de Martin McDonagh, en el Teatre Español (2013) i de nou en el Teatre María Guerrero dirigeix en 2015 Els germans Karamàzov.
Entre els seus premis es troben el de Premi Goya al millor disseny de vestuari per l'amor bruixot el 1986 i el Premi Goya a la millor direcció artística per la nena dels teus ulls. En 1988 va ser guardonat amb el Premi Nacional de Teatre.